# Lökbatani sárkúp
A lökbatani sárkúp (Lok-Batan), (azeri nyelven: Lökbatan palçıq vulkanı) vagy iszapvulkán egyike az Azerbajdzsán területén található 220 sárkúpnak, valamint a Föld 600 sárkúpjának egyik egyedülálló képviselője. A lökbatani sárkúp szerepel a javasolt világörökségi helyszínek között.

## Fekvése
Az Azerbajdzsán fővárosa, Baku közigazgatási területén található Abşeron-félszigeten, a főváros Qaradağ kerületéhez tartozó Lökbatan település közelében, 130 méter tengerszint feletti magasságban fekszik, és az északi szélesség 40° 20' 50" és keleti hosszúság 49° 45' 55"-en helyezkedik el.

## Leírásuk
A sárvulkánok, köztük a lökbatani sárkúp is, nagyon érdekes, egyedi és rejtélyes természeti jelenségek, amelyek nagyon jó kognitív információkat hordoznak a földkéregről. Azerbajdzsán területe különösen egyedülálló és klasszikus régió, ahol bolygónk sárvulkánjai fejlődnek ki. Kelet-Azerbajdzsán szárazföldi részén és a Kaszpi-tengeren több mint 300 iszapvulkán található, ezért nem véletlenül nevezik Azerbajdzsánt a sárvulkánok hazájának is. Ezeket a vulkánokat sokféleségük képviseli (aktív, kihalt, eltemetett, olajtermelő, víz alatti, szigeti vulkánok). Azerbajdzsánhoz hasonló a vulkánok számát, sokszínűségét és aktív tevékenységét tekintve nincs még egy ilyen terület a világon. Csak Gobusztánban több mint 100 sárvulkán található. 40 vulkán olajat hoz a felszínre. A Bakui-szigetcsoportban pedig 9 iszapos vulkáni sziget is található. 
Ennek az iszapkúpnak a geológiai felépítésében vannak Absheron, Aghdjagil szakaszok, vannak felső és középső pliocén lerakódásai, valamint gazdag rétegük. Ezek a lerakódások a sárkúp körüli gerincként mennek a felszínre. 
A sárkúp építészetileg a keresztirányú antiklin tetején van. A Lökbatan nagyon aktív iszapvulkán. Első rögzített kitörése 1864-ben volt. A régi kitörési központok vizsgálata azt mutatja, hogy a vulkán a korábbi idők óta aktív. Csak 18 erős kitörést regisztráltak (1823, 1864, 1884, 1887, 1890, 1900, 1904, 1915, 1918, 1923, 1924, 1926, 1933, 1935, 1938, 1941, 1954, 1959). 
Ez a sárvulkán, a kitörések számát tekintve a világ egyik legaktívabb és legátfogóbb iszapvulkánja és egyúttal Azerbajdzsán  legaktívabb vulkánja. 
Lökbatan vulkánja 130 m-rel fekszik a kaszpi-szint felett és 100 m-rel a felszín felett. A vulkán a tájkép szempontjából két kupola alakú csúcsból áll. E két csúcs között egy magas kráter terület található, amely az 1887-es harmadik kitörés után alakult ki.
A lökbatáni sárkúpot az állam különleges jelentőségű műemlékként védi, amely különleges jelentőségű az Azerbajdzsán Köztársaság kormányának 1982. március 16-i 167. számú rendelete értelmében. Ennél az iszapkúpnál a legtöbb (kb. 20) a kitörések mennyisége. 2002. december 3-án a parlament belefoglalta az iszapvulkánokat a kifejezetten védett természeti területekről és tárgyakról szóló törvénybe (VIII. szakasz, 29. cikk) (390-11QD). 
2007. augusztus 15-én Ilham Alijev, az Azerbajdzsáni Köztársaság elnöke kiadta Baku és az Absheron sárvulkánok állami rezervátumának létrehozásáról szóló rendeletet.